# Maják Ķurmrags
Maják Ķurmrags, lotyšsky Ķurmraga bāka, je zaniklý maják ležící pod útesy mysu Ķurmrags, na pláži pobřeží Rižského zálivu Baltského moře v Lotyšsku. Patří k vesnici Ķurmrags, v obci Salacgrīva v kraji Limbaži v regionu Vidzeme.

## Historie a současnost majáku
Na podnět místních rybářů byl v letech 1923 až 1924 postaven maják, který sloužil také jako navigační zařízení mezi přístavem v Ainaži a Rigou. Původně stál na útesu nad pláži, avšak během bouře v roce 1967 bylo podloží majáku silně poškozeno, maják přestal fungovat a začal sjíždět po erodovaném útesu směrem dolů na pláž, kde se nachází v mořské vodě v šikmém postavení a v okolí místních bludných balvanů, souvků a písku. Technicky je to štíhlá ocelová příhradová jehlanová konstrukce zazděná v kamenné jehlanové základové patce. Maják je oblíbeným výletním cílem turistů a je celoročně volně přístupný.

## Galerie

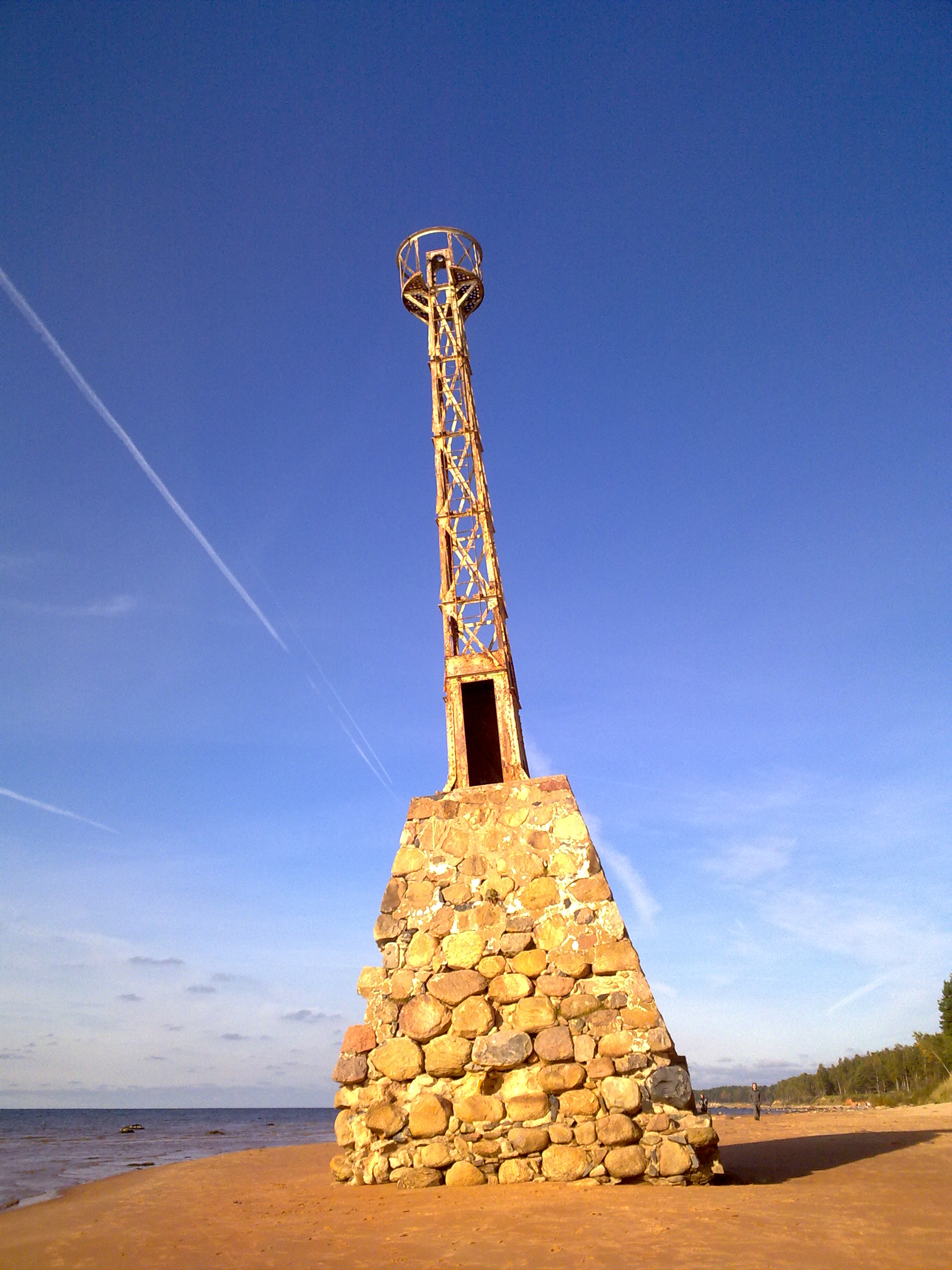
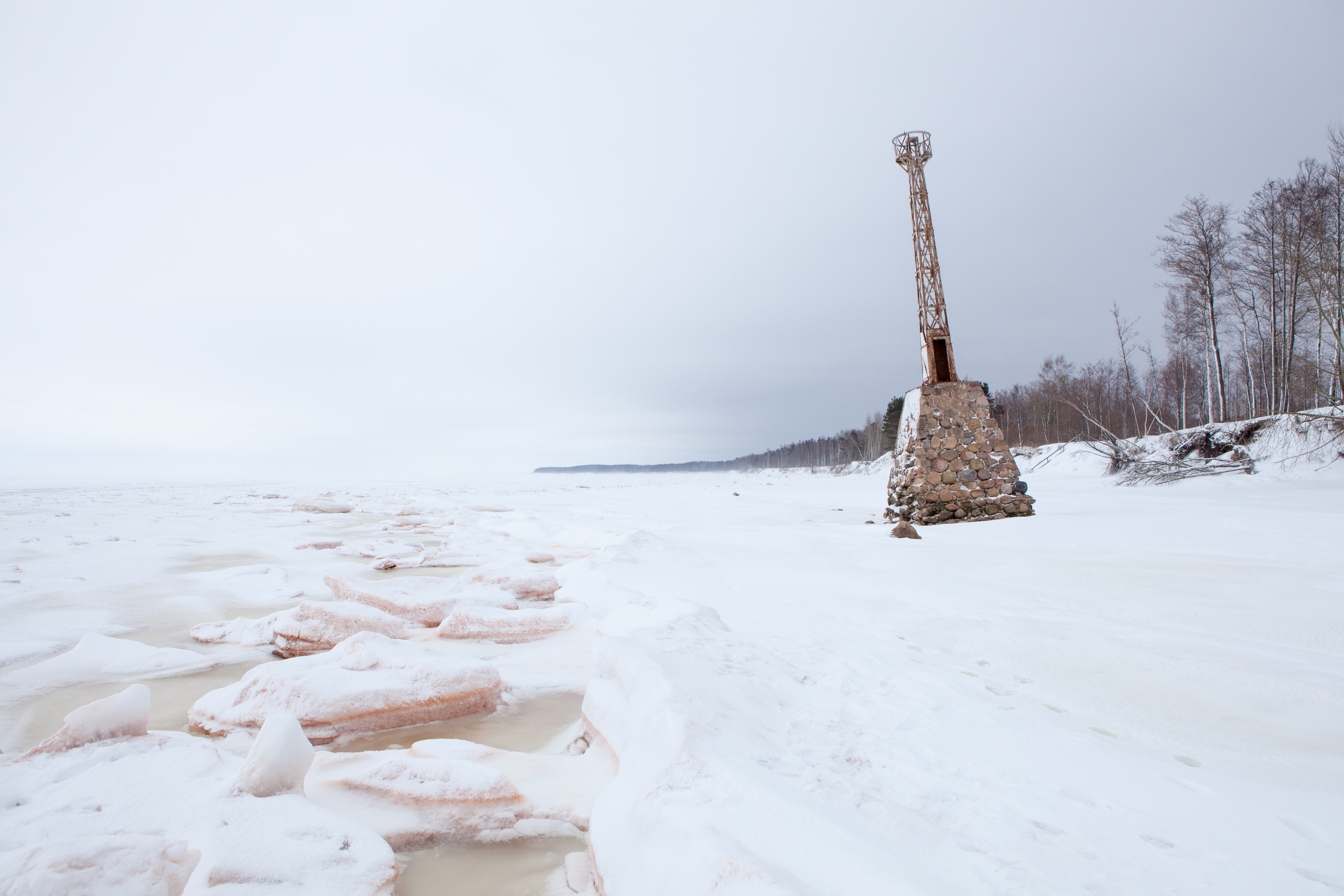
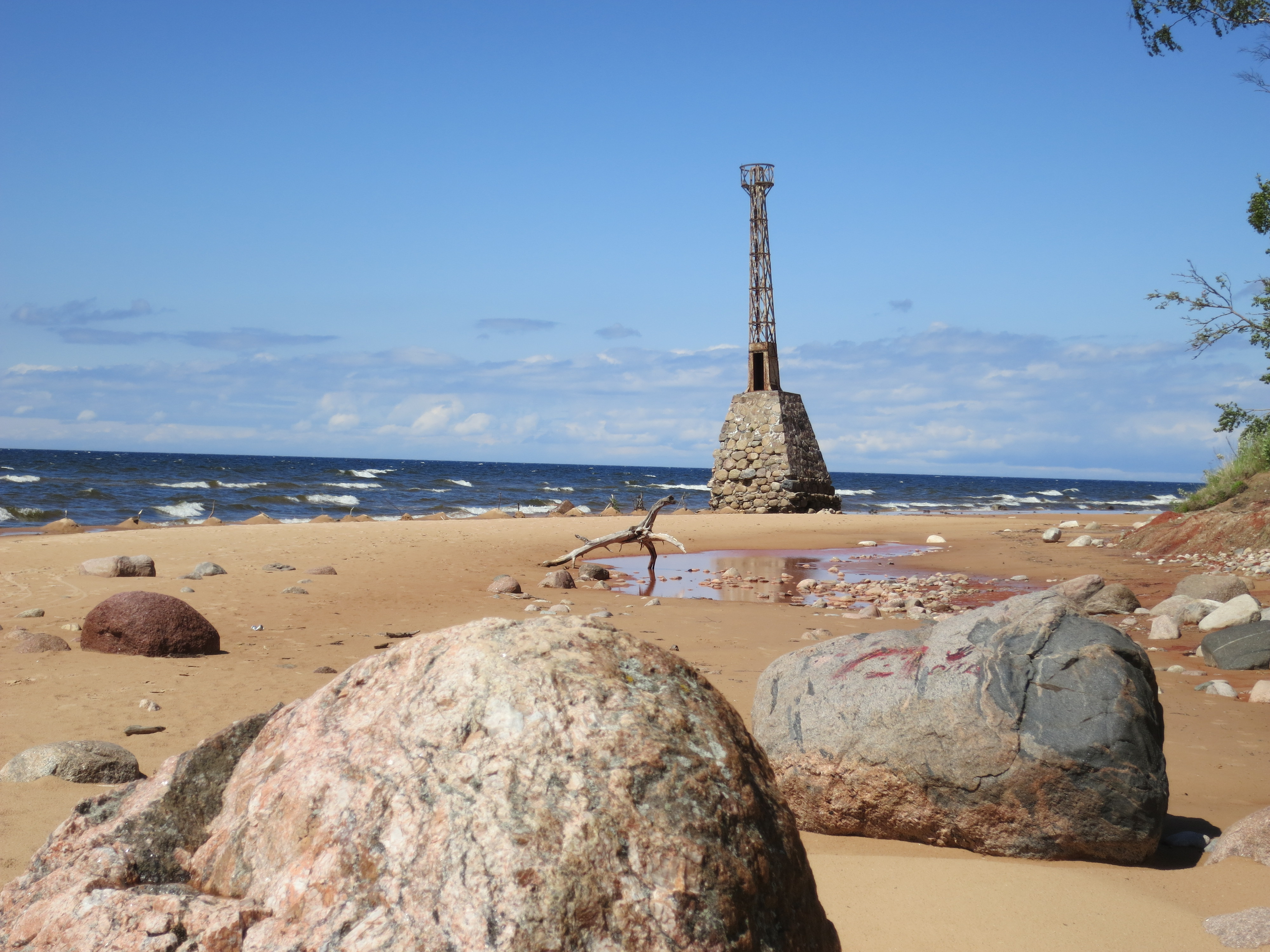
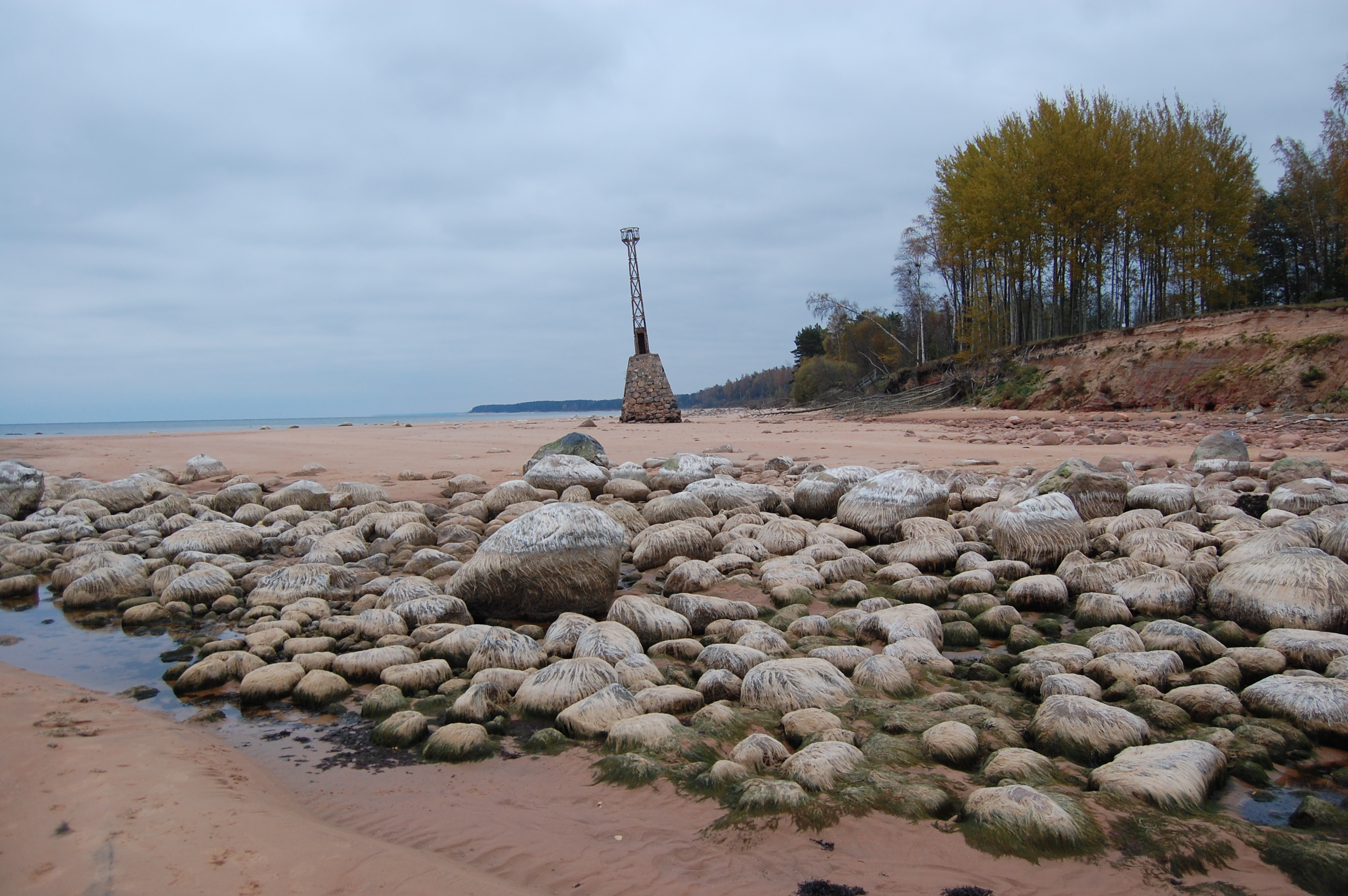
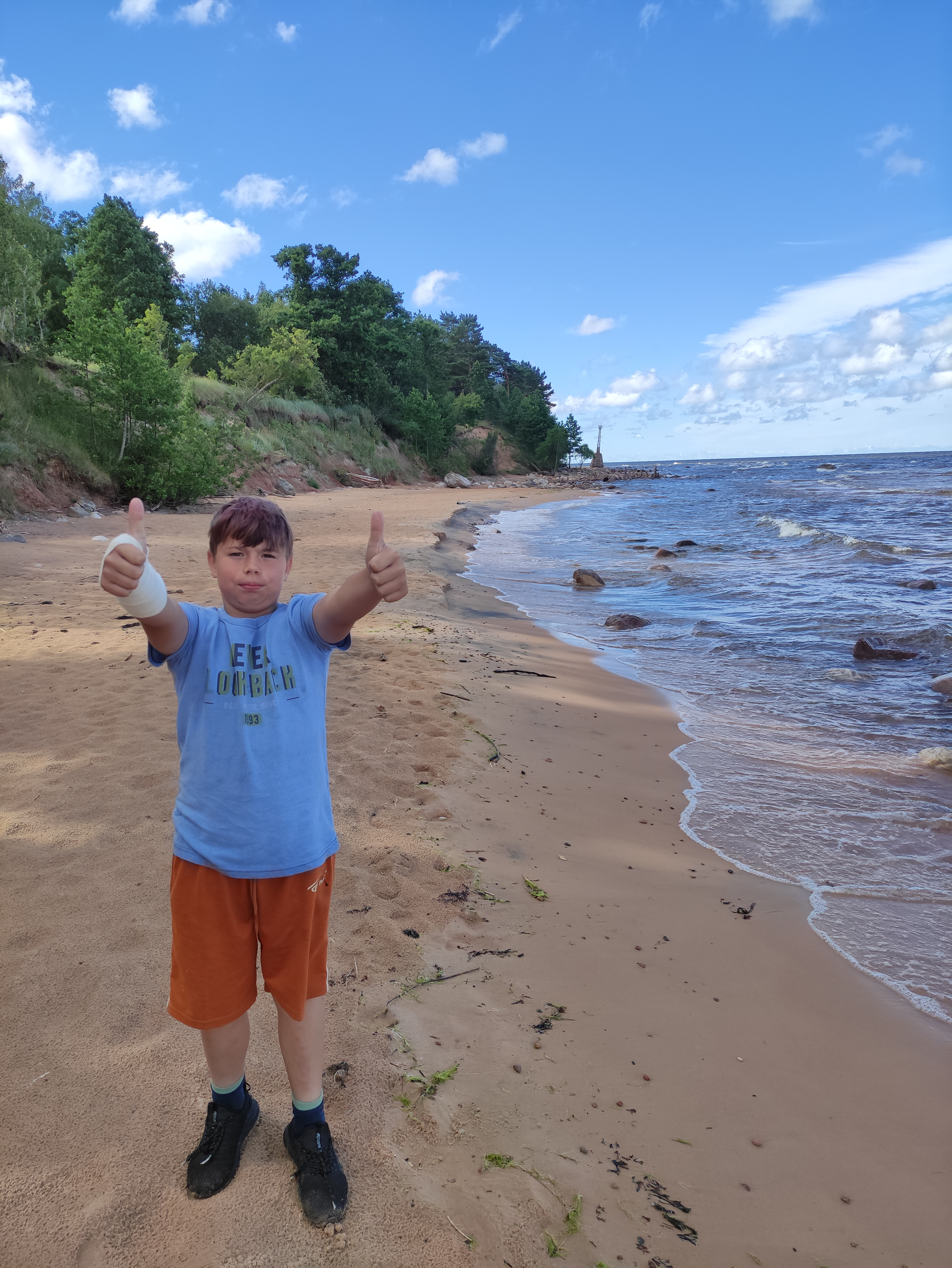